# Quái thú vô hình
Quái thú vô hình (tựa tiếng Anh: The Predator) là một bộ phim điện ảnh hành động khoa học viễn tưởng Mỹ do Shane Black đạo diễn từ phần kịch bản do Black và Fred Dekker thực hiện. Đây là phần phim thứ tư trong loạt phim Quái thú vô hình, sau Predator 1  (1987), Predator 2 (1990) và Predator 3  (2010).Phim có sự tham gia diễn xuất của Boyd Holbrook, Trevante Rhodes, Jacob Tremblay, Keegan-Michael Key, Olivia Munn, Thomas Jane, Alfie Allen và Sterling K. Brown. Phim đóng máy vào tháng 6 năm 2017 và được công chiếu vào ngày 14 tháng 9 năm 2018 bởi hãng 20th Century Fox dưới định dạng IMAX và Dolby Cinema cùng các định dạng thường.

## Nội dung
Quinn McKenna là một xạ thủ bắn tỉa thuộc lực lượng Biệt kích của quân đội Mỹ. Trong một lần thực hiện nhiệm vụ, đội của Quinn phát hiện ra con tàu vũ trụ của Predator - một loài sinh vật ngoài hành tinh - rơi xuống Trái đất. Toàn bộ đội lính bị nó sát hại, chỉ còn duy nhất Quinn là sống sót. Quinn quyết định gửi bằng chứng về sự tồn tại của người ngoài hành tinh về quê nhà tại Georgia trước khi chính phủ tìm thấy và xóa bỏ mọi dấu vết. Món đồ được con trai anh, cậu bé Rory McKenna, nhận được. Nhưng cậu bé nhà McKenna lại vô tình kích hoạt thiết bị nhận tín hiệu, và cả gia đình nay bị cuốn vào cuộc săn tàn bạo của những quái vật không gian mang sức mạnh và công nghệ vô song.
Quinn bị chính phủ bắt và giữ lại để hỏi cung. Đặc vụ Will Traeger ra lệnh đem xác con Predator về phòng thí nghiệm để nghiên cứu, đồng thời cho triệu tập Tiến sĩ Casey Brackett. Con Predator bất ngờ tỉnh lại và giết chết nhiều lính canh, nhưng tha mạng cho Brackett và bỏ đi. Quinn bị đưa lên xe buýt và kết bạn với năm người lính khác là Nebraska, Baxley, Coyle, Lynch, và Nettles. Thấy con Predator thoát ra khỏi phòng thí nghiệm, nhóm của Quinn liền cướp chiếc xe buýt rồi đưa Brackett đi cùng. Cả nhóm thẳng tiến về quê nhà của Quinn để tìm cái mặt nạ và vòng cổ tay của con Predator mà anh gửi về. Tuy nhiên Rory với chứng tự kỷ đã đeo cái mặt nạ đi xin kẹo trong đêm Halloween, hi vọng sẽ không bị bọn bạn xấu bắt nạt.
Cả nhóm tìm được Rory đúng lúc cậu bé sắp bị tấn công bởi hai con chó ngoài hành tinh. Một con chó bị giết, con còn lại bị bắn vào não bỗng nhiên trở nên hiền lành. Con Predator xuất hiện truy đuổi cả nhóm đến một trường học gần đó, nhưng có một con Predator khác to lớn hơn đến tấn công nó. Nhóm người bỏ chạy trong khi con Predator thứ hai giết chết con Predator đầu tiên, nó tiếp tục đi tìm món đồ công nghệ bị mất.
Brackett suy luận rằng đám Predator đang nâng cấp bản thân chúng bằng cách cấy ghép DNA của con người và các sinh vật khác trên nhiều hành tinh. Cả nhóm ẩn náu trong một trang trại bỏ hoang, nhưng lực lượng của Traeger đã tìm thấy và bắt giữ họ. Traeger chia sẻ suy nghĩ của gã rằng khí hậu Trái đất nóng lên sẽ khiến con người bị hủy diệt trong tương lai, và đám Predator thường đến Trái đất để lấy DNA của con người trước khi quá muộn. Thấy Rory vẽ tấm bản đồ dẫn đến chỗ con tàu vũ trụ, Traeger liền bắt cậu bé đi theo gã đến đó. Con chó ngoài hành tinh đến giúp cả nhóm thoát ra, họ giết bọn đặc vụ rồi đuổi theo Traeger.
Ở chỗ con tàu vũ trụ, con Predator đến giết chết Lynch rồi nói qua thiết bị phiên dịch rằng nó sẽ cho nổ tung con tàu để tránh bị con người chiếm giữ, nó cũng cho tất cả mọi người thời gian bỏ chạy trước khi đuổi theo truy sát họ. Trong cuộc giao chiến sau đó, con Predator đã giết Baxley, Coyle, vài tên đặc vụ. Traeger định dùng khẩu súng ngoài hành tinh bắn con quái thú, nhưng vô tình tự giết chính mình. Con Predator bắt Rory lên một con tàu khác để đưa cậu bé về hành tinh của nó. Nebraska và Nettles đã phải bỏ mạng khi đặt chân lên nóc con tàu. Quinn vào được bên trong buồng lái, tấn công con Predator khiến con tàu bị rơi. Sau khi con tàu rơi, Brackett đến giúp hai bố con Quinn kết liễu con quái thú bằng vũ khí của chính nó.
Một thời gian sau, Quinn và Rory ở trong phòng thí nghiệm khoa học của chính phủ, họ đang kiểm tra thùng hàng được tìm thấy trên tàu của con Predator. Một mảnh công nghệ rơi ra và bám vào người một công nhân, tạo thành bộ áo giáp ưu việt với tên gọi "Kẻ hủy diệt Predator". Quinn nói rằng đây sẽ là bộ đồ mới của anh.

## Diễn viên
- Boyd Holbrook vai Quinn McKenna
- Trevante Rhodes vai Nebraska Williams[5]
- Jacob Tremblay vai Rory McKenna
- Olivia Munn vai Tiến sĩ Casey Brackett
- Sterling K. Brown vai Will Traeger[6]
- Keegan-Michael Key vai Coyle[7]
- Thomas Jane vai Baxley
- Alfie Allen vai Lynch[8]
- Augusto Aguilera vai Nettles[9]
- Yvonne Strahovski vai Emily McKenna
- Jake Busey vai Sean Keyes[10]
- Niall Matter vai Sapir[11]
- Brian A. Prince vai Predator